# Aricia nigropuncta
Aricia nigropuncta är en fjärilsart som beskrevs av Tutt 1912. Aricia nigropuncta ingår i släktet Aricia och familjen juvelvingar. Inga underarter finns listade i Catalogue of Life.